# حادثة الصاروخ النرويجي
حادثة الصاروخ النرويجي المعروفة أيضًا باسم هلع بلاك برانت، حدثت في 25 يناير 1995 عندما أطلق فريق علماء نرويجي أمريكي صاروخ الاختبار بلاك برانت 12 رباعي المراحل من قاعدة أندويا في شمال غرب النرويج. حمل الصاروخ معدات علمية لدراسة الشفق القطبي فوق سفالبارد، حلق الصاروخ في مسار شمالي عال، تضمن مسارات جوية تمتد من مواقع صواريخ مينتمان 3 النووية الأمريكية في شمال داكوتا حتى مدينة موسكو، عاصمة روسيا. وصل الصاروخ في النهاية إلى ارتفاع 1453 كيلومترات (903 ميل)، وهو ما يصل إليه صاروخ ترايدنت الذي ينطلق من الغواصات الأمريكية. مخافة هجوم كهرومغناطيسي يعمي الرادارات الروسية، وُضعت القوات النووية الروسية في درجة تأهب، ونُقلت الحقيبة النووية، التي تسمى تشيجت إلى الرئيس بوريس يلتسن، الذي كان عليه أن يقرر ما إذا كان سيطلق هجومًا نوويًّا جوابيًّا ضد الولايات المتحدة. انتهى الروس إلى أنه لا يوجد هجوم نووي.

## الخلفية
وقعت حادثة الصاروخ النرويجي في دقائق معدودة بعد حوالي 4 سنوات من انتهاء الحرب الباردة. وبينما لا تحظى بشهرة أزمة صواريخ كوبا في أكتوبر 1962 أو الإنذار النووي السوفيتي الخاطئ في 1983 (والذي كان لا يزال سرًّا)، تعد حادثة 1995 من أكثر هذه الحوادث حدة. وقعت الحادثة بسرعة، في وقت كان فيه الكثير من الروس، خاصة في القوات المسلحة، متشككين للغاية من الولايات المتحدة والناتو. في المقابل، كان لأزمة الصواريخ الكوبية تمهيدًا أكبر قبل ذروتها.